# Grande Prémio de Macau de 2014
O Grande Prêmio de Macau de 2014 (formalmente 61º Grande Prémio de Fórmula 3 Suncity Group Macau ) foi uma corrida de Fórmula 3 realizada nas ruas de Macau em 16 de novembro de 2014. Essa etapa foi a 61ª edição do Grande Prêmio de Macau e a 32ª para carros de Fórmula 3. O GP de Macau não fez parte de nenhum campeonato de Fórmula 3, mas permitiu inscrições de participantes de todos os campeonatos dessa categoria chancelados pela FIA. Foi composta de duas corridas: uma de qualificação de dez voltas, que decidiu o grid de largada para a corrida principal de quinze voltas.
O piloto da Mücke Motorsport, Felix Rosenqvist, venceu tanto a corrida classificatória quanto a corrida principal. Rosenqvist se tornou o primeiro piloto sueco a vencer o GP de Macau desde Rickard Rydell em 1992. Sua vitória também o tornou a primeira pessoa a vencer as três principais corridas de Fórmula 3 – o Grande Prêmio de Macau, o Grande Prêmio de Pau e o Masters de Fórmula 3. O segundo lugar ficou com o companheiro de equipe de Rosenqvist, Lucas Auer, enquanto o pódio foi completado pelo melhor novato, Nick Cassidy, da ThreeBond with T-Sport.

## Histórico
O Grande Prémio de Macau é uma prova tradicional daFórmula 3, considerada um trampolim para categorias superiores de automobilismo, como a Fórmula 1, e é o evento desportivo internacional de maior prestígio de Macau. Aconteceu no dia 16 de novembro de 2014, tendo 6,2 quilômetros (3,9 mi) do Circuito da Guia com 22 curvas, contando com três dias de treinos e qualificação anteriores.
Para correr em Macau, os pilotos tinham de competir num campeonato regulamentado pela Federação Internacional de Automobilismo (FIA) durante o ano civil, no Campeonato Europeu de Fórmula 3 da FIA ou num dos campeonatos nacionais, sendo que os pilotos colocados em posições elevadas na classificação desses respectivos campeonatos tinham prioridade na recepção de um convite para o encontro. No grid de 28 carros do evento, três das quatro principais categorias da Fórmula 3 foram representadas por seus respectivos campeões: Esteban Ocon, campeão europeu de Fórmula 3 da FIA, Martin Cao, campeão britânico, e Markus Pommer, campeão alemão. O detentor do título de Fórmula 3 do Japão, Nobuharu Matsushita, não entrou na corrida e, portanto, o piloto japonês mais bem colocado em Macau foi o vice-campeão Kenta Yamashita. A lista de inscritos incluía uma piloto mulher, Tatiana Calderón, a primeira a se inscrever desde Cathy Muller em 1983. O piloto da Eurofórmula Open, Yu Kanamaru, foi convocado pela Carlin como substituto de última hora de Jake Dennis, que optou por não participar.

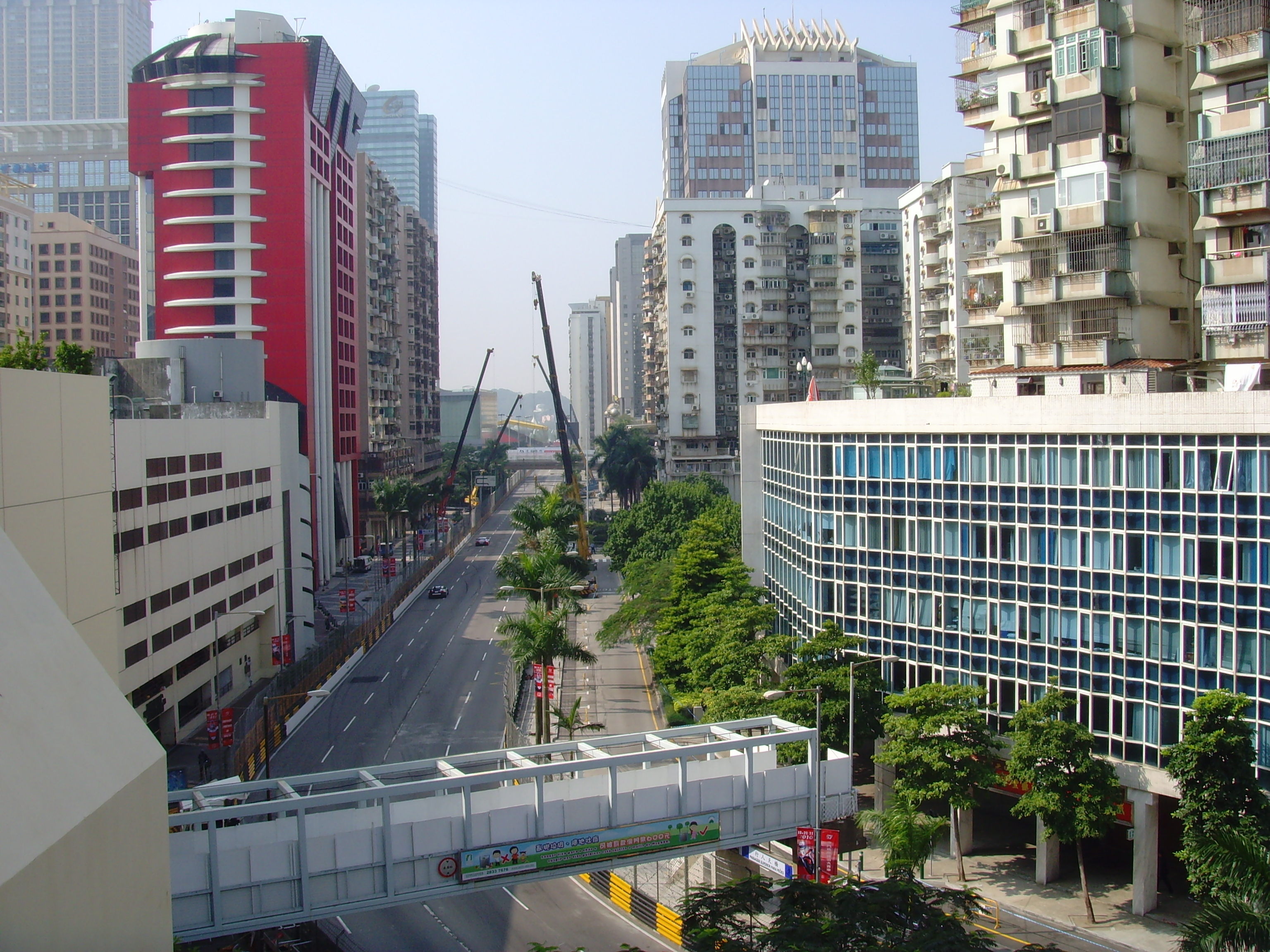
O Circuito da Guia, onde se realizou a corrida

Cinco pilotos que competiram principalmente em outras séries fora da Fórmula 3 em 2014 tornaram-se elegíveis para a corrida: o competidor da Fórmula Renault 3.5 Series William Buller e o piloto da GP2 Series Stefano Coletti participaram do Campeonato Europeu de Fórmula 3 – na etapa do Autódromo Enzo e Dino Ferrari, e no evento de encerramento da temporada em Hockenheimring, respectivamente, para se tornarem elegíveis. enquanto o candidato ao título da Fórmula Renault 3.5 Series, Roberto Merhi, competiu na etapa britânica da Fórmula 3 no Circuito de Spa Francochamps para se preparar para Macau. Dan Wells, um competidor da Fórmula Masters China, obteve a qualificação para a corrida de Macau ao entrar na etapa Brands Hatch do Campeonato Britânico de Fórmula 3,  e Nick Cassidy da Eurocopa de Fórmula Renault 2.0 tornou-se elegível com sua participação nos dois eventos finais do Campeonato Europeu de Fórmula 3.
Os preparativos para a corrida começaram em julho, quando a pista foi repavimentada durante a temporada de férias e as cercas de proteção foram instaladas. Após a inspeção promovida pelo diretor de provas da FIA, Charlie Whiting, em agosto de 2014, foi sugerido aos oficiais da corrida que as barreiras dos portões fossem movidas e aumentadas em tamanho para aliviar o congestionamento do tráfego e erguer redes de proteção para proteger os pedestres em caso de acidentes. Pela primeira vez na história do evento, o Comitê do GP de Macau impôs um nível de ruído médio máximo de 115 decibéis para apoiar iniciativas ambientais e reduzir a perturbação entre os moradores de localidades próximas ao circuito.

## Treinos e qualificação
Um total de duas sessões de treinos de 45 minutos precederam a corrida de domingo: uma na manhã de quinta-feira e outra na manhã de sexta-feira. Lucas Auer foi o mais rápido pela Theodore Racing by Prema na sessão de treinos de abertura — que foi adiada por uma hora para facilitar os reparos da barreira na curva Police após um acidente na corrida de apoio — em 2 minutos e 14,645 segundos. 0,055 segundos mais rápido que qualquer outro. Seu concorrente mais próximo foi Antonio Giovinazzi, à frente do companheiro de equipe Tom Blomqvist, Buller, Jordan King, Felix Rosenqvist, Max Verstappen, Nicholas Latifi, Coletti e Sean Gelael. Cao e Gelael fizeram contato na esquina Lisboa e Sam MacLeod colidiu com a barreira na esquina Police.  Wells girou e bateu na parede na curva do Fisherman e Mitsunori Takaboshi interrompeu a sessão ao bater na barreira de curva de Moorish Hill. Ocon foi pego de surpresa pelo acidente e danificou sua suspensão dianteira esquerda ao bater no carro de Takaboshi. Spike Goddard atingiu o muro da curva de Moorish Hill nos minutos finais e impediu melhorias nos tempos de volta mais rápidos dos pilotos.
A qualificação foi dividida em duas sessões: a primeira foi realizada na tarde de quinta-feira e durou 40 minutos, e a segunda foi realizada na tarde de sexta-feira e durou 30 minutos. O tempo mais rápido estabelecido por cada piloto em qualquer sessão contou para sua posição inicial final para a corrida de qualificação. A primeira sessão de qualificação foi adiada por 25 minutos devido a acidentes nos treinos para a Corrida da Guia de Macau e para as corridas de apoio da Taça de Carros de Turismo CTM. Quando a sessão começou, Blomqvist saiu na frente com uma volta de 2 minutos e 11,922 segundos, liderando a maior parte da qualificação, 0,115 segundos mais rápido que Giovinazzi. Cassidy melhorou no final para ser o novato melhor colocado em terceiro, com Auer em quarto lutando contra Blomqvist no início. King terminou em quinto na sua última volta cronometrada e o líder inicial Verstappen foi o sexto. Latifi melhorou no final e ficou em sétimo lugar, à frente de Buller. Rosenqvist e Ocon, que usaram dois pneus novos para começar a qualificação, ficaram em nono e décimo. Coletti foi o piloto mais rápido a não chegar ao top dez, apesar de ter ficado em quinto nos minutos iniciais da qualificação. Seguindo-o estavam Gelael, Antonio Fuoco, Santino Ferrucci, Félix Serrallés, Pommer, Álex Palou, Kanamaru, Merhi e Gustavo Menezes, Yamashita, Goddard, Wells, Cao, Calderón, MacLeod, Wing Chung Chang e Takaboshi.  A sessão decorreu relativamente bem, com apenas Cao a bater na barreira em Fisherman's Bend e Calderón a bater na parede na esquina da Polícia. Por não passarem pelo sinal vermelho que os ordenou a entrar na balança no primeiro treino, Ocon e Verstappen receberam penalidades de duas posições no grid cada,  e MacLeod foi penalizado com uma posição no grid por cruzar ilegalmente a linha de saída dos boxes.
Na segunda sessão de treinos de 45 minutos, Rosenqvist estabeleceu um tempo de referência de 2 minutos e 11,743 segundos faltando cerca de dez minutos para o fim e manteve a liderança até o final do treino. King ficou quase três décimos de segundo mais lento em segundo. Ocon, Verstappen, Auer, Giovinazzi, Latifi, Coletti, Cassidy e Merhi completaram as posições de quatro a dez. Fuoco sofreu um forte acidente em Fisherman's Bend após dez minutos; uma bandeira vermelha não foi necessária, pois os fiscais conseguiram remover seu carro da pista. MacLeod foi forçado a fazer um pit stop após bater nas barreiras na Mountain Bend. A sessão terminou mais cedo quando Rosenqvist removeu a asa dianteira de seu carro após bater no muro da Maternity Bend.
No início da segunda sessão de qualificação, vários períodos de bandeira amarela foram causados por carros que teriam deslizado no óleo depositado na pista pelas corridas de apoio da CTM Touring Car Cup e da GT Cup e na área de escape da curva Lisboa. Auer foi o primeiro a marcar o ritmo da qualificação antes de Ocon, procurando registrar o tempo mais rápido possível para minimizar sua potencial perda no grid, avançar logo depois. Rosenqvist subiu gradualmente na ordem antes de garantir a pole position com sua volta final da sessão em 2 minutos e 11,506 segundos. Ele foi acompanhado na primeira fila do grid por Auer, cuja volta mais rápida foi 0,332 segundos mais lenta. Blomqvist em terceiro não conseguiu melhorar seu tempo mais rápido.  As penalidades de dois lugares no grid de Ocon e Verstappen os levaram do segundo e terceiro lugar, respectivamente, para o quarto e quinto lugar. King caiu para sexto e Cassidy para sétimo. Giovinazzi foi outro piloto que não conseguiu melhorar sua melhor volta e caiu para oitavo. O top ten foi completado por Latifi e Merhi. Atrás deles, o resto do campo se alinhou com Pommer, Coletti (competindo com um dedo quebrado), Gelael, Palou, Buller (doente com intoxicação alimentar), Serrallés, Fuoco, Ferrucci, Kanamaru, Cao, Calderón, Goddard, Yamashita, Menezes, Wells, Takaboshi, Chang e MacLeod. A sessão foi interrompida duas vezes: primeiro por Coletti, que caiu na Curva da Polícia e foi rapidamente retirado por um guindaste de recuperação para permitir que a corrida continuasse sem ser afetada, e segundo por Palou, cujo acidente nos Esses e paralisação na curva Farway Hill logo depois fez com que a qualificação terminasse mais cedo, faltando dois minutos.

### Classificação de qualificação
| Pos                                                                                     | No. | Driver              | Team                     | Q1       | Class. | Q2       | Rank | Gap    | Grid |
| --------------------------------------------------------------------------------------- | --- | ------------------- | ------------------------ | -------- | ------ | -------- | ---- | ------ | ---- |
| 1                                                                                       | 20  | Felix Rosenqvist    | Mücke Motorsport         | 2:12.931 | 9      | 2:11.506 | 1    | —      | 1    |
| 2                                                                                       | 1   | Esteban Ocon        | Theodore Racing by Prema | 2:13.028 | 11     | 2:11.742 | 2    | +0.246 | 41   |
| 3                                                                                       | 5   | Max Verstappen      | Van Amersfoort Racing    | 2:12.811 | 6      | 2:11.747 | 3    | +0.251 | 51   |
| 4                                                                                       | 19  | Lucas Auer          | Mücke Motorsport         | 2:12.621 | 4      | 2:11:838 | 4    | +0.332 | 2    |
| 5                                                                                       | 14  | Tom Blomqvist       | Jagonya Ayam with Carlin | 2:11.922 | 1      | 2:12.013 | 5    | +0.416 | 3    |
| 6                                                                                       | 17  | Jordan King         | GR Asia with Carlin      | 2:12.742 | 5      | 2:11.953 | 5    | +0.447 | 6    |
| 7                                                                                       | 27  | Nick Cassidy        | ThreeBond with T-Sport   | 2:12.546 | 3      | 2:11.979 | 6    | +0.473 | 7    |
| 8                                                                                       | 15  | Antonio Giovinazzi  | Jagonya Ayam with Carlin | 2:12.037 | 2      | 2:12,436 | 12   | +0.531 | 8    |
| 9                                                                                       | 3   | Nicholas Latifi     | Theodore Racing by Prema | 2:12.839 | 7      | 2:12.067 | 8    | +0.561 | 9    |
| 10                                                                                      | 28  | Roberto Merhi       | Double R Racing          | 2:14.505 | 19     | 2:12.129 | 9    | +0.623 | 10   |
| 11                                                                                      | 22  | Markus Pommer       | Motopark                 | 2:14.018 | 16     | 2:12.259 | 10   | +0.753 | 11   |
| 12                                                                                      | 29  | Stefano Coletti     | EuroInternational        | 2:13.066 | 11     | 2:12.429 | 11   | +0.923 | 12   |
| 13                                                                                      | 16  | Sean Gelael         | Jagonya Ayam with Carlin | 2:13.173 | 12     | 2:12.524 | 13   | +1.018 | 13   |
| 14                                                                                      | 11  | Álex Palou          | Fortec Motorsports       | 2:14.411 | 17     | 2:12.631 | 14   | +1.125 | 14   |
| 15                                                                                      | 31  | William Buller      | Signature                | 2:12.871 | 8      | 2:13.255 | 17   | +1;366 | 15   |
| 16                                                                                      | 23  | Félix Serrallés     | Team West-Tec F3         | 2:14.000 | 15     | 2:12.952 | 15   | +1.446 | 16   |
| 17                                                                                      | 2   | Antonio Fuoco       | Theodore Racing by Prema | 2:13.867 | 13     | 2:13.066 | 16   | +1.569 | 17   |
| 18                                                                                      | 10  | Santino Ferrucci    | Fortec Motorsports       | 2:13.944 | 14     | 2:13.581 | 18   | +2.075 | 18   |
| 19                                                                                      | 18  | Yu Kanamaru         | Carlin                   | 2:14.468 | 18     | 2:13.731 | 19   | +2.225 | 19   |
| 20                                                                                      | 9   | Martin Cao          | Fortec Motorsports       | 2:16.919 | 24     | 2:14.112 | 20   | +2.606 | 20   |
| 21                                                                                      | 21  | Tatiana Calderón    | Mücke Motorsport         | 2:16.975 | 25     | 2:14:112 | 21   | +2.606 | 21   |
| 22                                                                                      | 26  | Spike Goddard       | ThreeBond with T-Sport   | 2:15.672 | 22     | 2:14.122 | 22   | +2.616 | 22   |
| 23                                                                                      | 7   | Kenta Yamashita     | TOM'S                    | 2:15.144 | 21     | 2:14:471 | 23   | +2.965 | 23   |
| 24                                                                                      | 6   | Gustavo Menezes     | Van Amersfoort Racing    | 2:14.801 | 20     | 2:14.555 | 24   | +3.049 | 24   |
| 25                                                                                      | 30  | Dan Wells           | Toda Racing              | 2:16.569 | 23     | 2:15.373 | 25   | +3.869 | 25   |
| 26                                                                                      | 12  | Mitsunori Takaboshi | B-Max Engineering        | 2:19.157 | 28     | 2:15.974 | 26   | +4.468 | 26   |
| 27                                                                                      | 25  | Wing Chung Chang    | Team West-Tec F3         | 2:17.597 | 27     | 2:16.135 | 27   | +4.629 | 27   |
| 28                                                                                      | 8   | Sam MacLeod         | TOM'S                    | 2:17.516 | 26     | 2:16.859 | 28   | +5.353 | 282  |
| 110% de tempo de qualificação:2:24.656                                                  |     |                     |                          |          |        |          |      |        |      |
| Source:                                                                                 |     |                     |                          |          |        |          |      |        |      |
| Tempo em negrito indica o mais rápido dos dois tempos que determinaram a ordem do grid. |     |                     |                          |          |        |          |      |        |      |

Notas:
↑1  – Esteban Ocon e Max Verstappen foram penalizados em duas posições no grid por não passarem o sinal vermelho que os ordenou a entrar na balança.
↑2  – Sam MacLeod recebeu uma penalidade de um lugar no grid por cruzar ilegalmente a linha de saída dos boxes.

## Corrida de qualificação
A corrida de qualificação para definir a ordem da grelha de partida para a corrida principal começou às 13:45, hora padrão de Macau ( UTC+08:00 ) do dia 15 de novembro.  O clima no início era seco e ensolarado com a temperatura do ar 24 °C (75 °F) e a temperatura da pista 38 °C (100 °F). Na largada, Auer acelerou mais rápido que Rosenqvist na largada e avançou atrás de seu companheiro de equipe, assumindo a liderança antes de entrar na curva do Mandarin Oriental. Verstappen fez uma rápida fuga e subiu do quinto para o segundo lugar. Pommer parou no grid quando a corrida começou e caiu para o final do pelotão. Mais abaixo no campo, Giovinazzi foi derrubado da linha e atingiu uma barreira no Mandarin Oriental. O ímpeto do incidente fez com que Giovinazzi fizesse contato com Palou na curva Lisboa. Enquanto Giovinazzi deslizava violentamente pelo circuito, ele atingiu Gelael, que fez um pit stop não programado e Buller fez o mesmo após sofrer danos no carro. Merhi teve uma largada rápida e ficou em sexto no final da primeira volta. Ele se envolveu em uma disputa entre Blomqvist e Ocon pelo quarto lugar. Rosenqvist atacou Verstappen, mas este o impediu de passar para o canto do Lisboa.

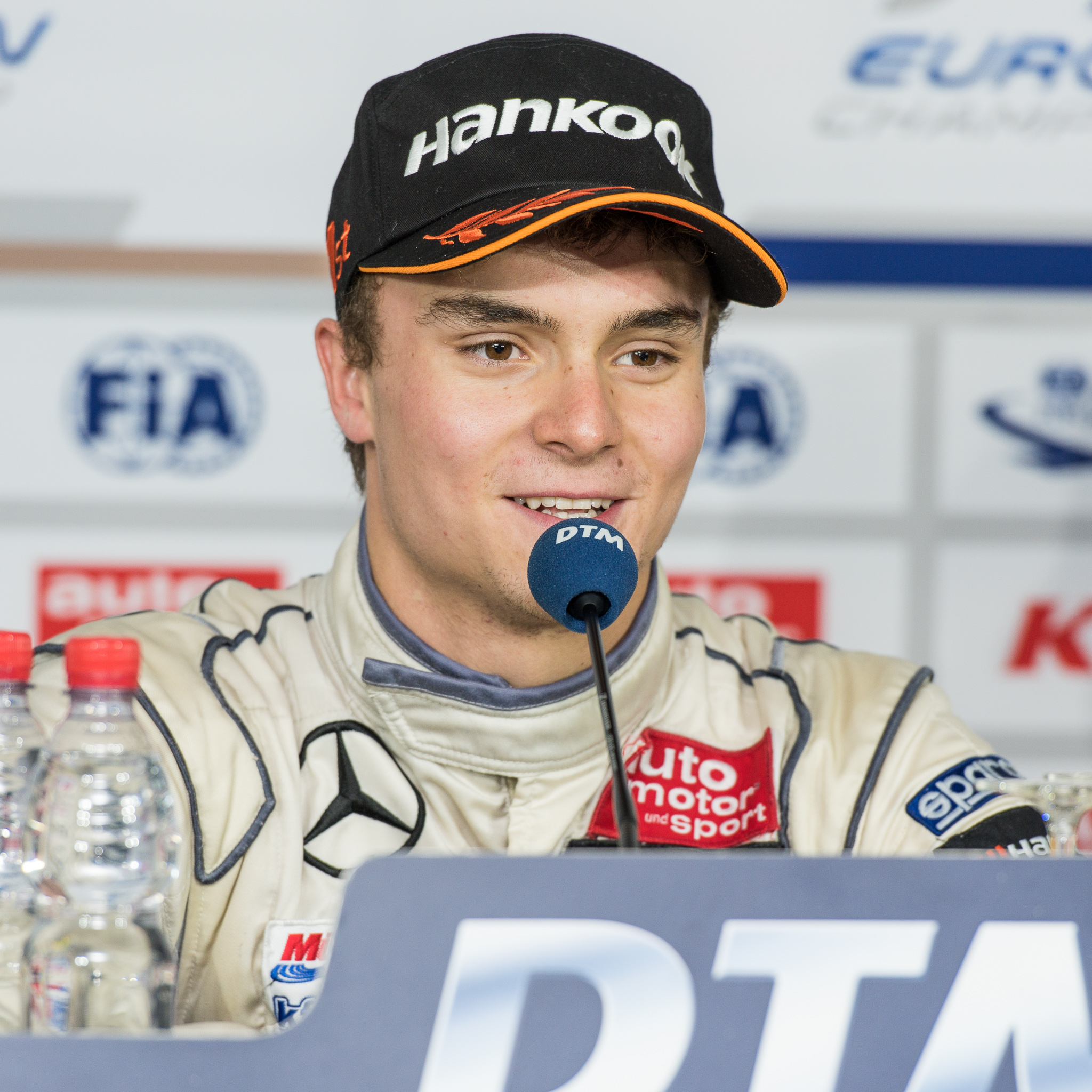
Lucas Auer liderou as primeiras sete voltas da corrida de qualificação, mas acabou se contentando com a segunda posição.

Rosenqvist tentou passar Verstappen pela segunda vez ao entrar na curva Lisboa, mas este voltou a manter a sua posição. Auer agora tinha uma vantagem de dois segundos sobre o resto do pelotão, com a esperança de que não ocorressem acidentes que exigissem a entrada do safety car. No entanto, isso não aconteceu, pois na quarta volta, Verstappen perdeu o controle do veículo durante a frenagem nos Esses de Solitude. Ele quebrou a suspensão dianteira esquerda em um impacto com uma parede após o travamento do freio traseiro, o que fez com que ele perdesse o ápice por aproximadamente 3 centímetros (1,2 pol) . Isso fez com que a roda ficasse pendurada no carro e ele sofreu um furo no pneu traseiro esquerdo. Verstappen perdeu todo o espaço de curva ao tentar contornar o grampo Melco, mas abandonou no pit lane. No grupo atrás King ultrapassou Latifi enquanto Fuoco e Serrallés se aproximaram de Coletti. O safety car foi necessário na mesma volta quando MacLeod bateu e bloqueou metade da pista na curva Paiol, já que não havia guindastes de recuperação na área. A confusão foi criada sob o safety car quando ele não ultrapassou o líder da corrida Auer, mas sim Goddard. Gelael retirou-se para o pit lane para não atrapalhar outros pilotos. O safety car entrou no pit lane na sétima volta e a corrida foi retomada com Auer liderando Rosenqvist.
Auer sabia que Rosenqvist iria incomodá-lo; enquanto Rosenqvist furou seu pneu dianteiro esquerdo durante sua batalha com Verstappen, ele deslizou para trás de seu companheiro de equipe e virou para o lado de fora na curva um e ultrapassou Auer para a liderança. Mais abaixo no campo, Cassidy passou Merhi e assumiu a quinta posição. Blomqvist resistiu a uma investida de Ocon para manter o terceiro lugar, enquanto Latifi retomou o sétimo lugar de King, e Coletti perdeu o nono lugar para Serrallés. Rosenqvist rapidamente construiu uma vantagem de um segundo e meio sobre seu companheiro de equipe Auer, que então a reduziu para nove décimos de segundo, mas Rosenqvist manteve a liderança pelo resto da corrida de qualificação para vencer e reivindicar a pole position para a prova macaense. Blomqvist se defendeu de novos ataques de Ocon e garantiu o terceiro lugar. Cassidy ficou em quinto e Merhi em sexto. Latifi, King, Serrallés e Coletti os seguiram entre o sétimo e o décimo lugar. Fora do top 10, Fuoco foi o décimo primeiro, à frente de Ferrucci. A dupla japonesa Kanamaru e Yamashita, Menezes, Calderón, Cao, Goddard, Pommer, Takaboshi, Chang e Wells completaram os classificados. Buller terminou, mas não foi classificado, pois estava duas voltas atrás do vencedor.

### Classificação da corrida de qualificação
| Pos                                                                                                | No. | Piloto              | Equipe                   | Voltas | Tempo/Retired   | Grid |
| -------------------------------------------------------------------------------------------------- | --- | ------------------- | ------------------------ | ------ | --------------- | ---- |
| 1                                                                                                  | 20  | Felix Rosenqvist    | Mücke Motorsport         | 10     | 27:11.512       | 1    |
| 2                                                                                                  | 19  | Lucas Auer          | Mücke Motorsport         | 10     | +0.935          | 2    |
| 3                                                                                                  | 14  | Tom Blomqvist       | Jagonya Ayam with Carlin | 10     | +2.494          | 3    |
| 4                                                                                                  | 1   | Esteban Ocon        | Theodore Racing by Prema | 10     | +3.657          | 4    |
| 5                                                                                                  | 27  | Nick Cassidy        | ThreeBond with T-Sport   | 10     | +4.544          | 7    |
| 6                                                                                                  | 28  | Roberto Merhi       | Double R Racing          | 10     | +6.650          | 10   |
| 7                                                                                                  | 3   | Nicholas Latifi     | Theodore Racing by Prema | 10     | +7.429          | 9    |
| 8                                                                                                  | 17  | Jordan King         | GR Asia with Carlin      | 10     | +7.857          | 6    |
| 9                                                                                                  | 23  | Félix Serrallés     | Team West-Tec F3         | 10     | +8.419          | 16   |
| 10                                                                                                 | 29  | Stefano Coletti     | EuroInternational        | 10     | +9.391          | 12   |
| 11                                                                                                 | 2   | Antonio Fuoco       | Theodore Racing by Prema | 10     | +10.705         | 17   |
| 12                                                                                                 | 10  | Santino Ferrucci    | Fortec Motorsports       | 10     | +11.730         | 18   |
| 13                                                                                                 | 18  | Yu Kanamaru         | Carlin                   | 10     | +12.437         | 19   |
| 14                                                                                                 | 7   | Kenta Yamashita     | TOM'S                    | 10     | +14.010         | 23   |
| 15                                                                                                 | 6   | Gustavo Menezes     | Van Amersfoort Racing    | 10     | +15.027         | 24   |
| 16                                                                                                 | 21  | Tatiana Calderón    | Mücke Motorsport         | 10     | +16.114         | 21   |
| 17                                                                                                 | 9   | Martin Cao          | Fortec Motorsports       | 10     | +17.198         | 20   |
| 18                                                                                                 | 26  | Spike Goddard       | ThreeBond with T-Sport   | 10     | +18.721         | 22   |
| 19                                                                                                 | 22  | Markus Pommer       | Motopark                 | 10     | +19.683         | 11   |
| 20                                                                                                 | 12  | Mitsunori Takaboshi | B-Max Engineering        | 10     | +21.925         | 26   |
| 21                                                                                                 | 25  | Wing Chung Chang    | Team West-Tec F3         | 10     | +25.016         | 27   |
| 22                                                                                                 | 30  | Dan Wells           | Toda Racing              | 10     | +25.267         | 25   |
| NC                                                                                                 | 31  | William Buller      | Signature                | 8      | +2 Laps         | 15   |
| Ret                                                                                                | 5   | Max Verstappen      | Van Amersfoort Racing    | 4      | Accident        | 5    |
| Ret                                                                                                | 16  | Sean Gelael         | Jagonya Ayam with Carlin | 4      | Accident damage | 13   |
| Ret                                                                                                | 8   | Sam MacLeod         | TOM'S                    | 3      | Accident        | 28   |
| Ret                                                                                                | 15  | Antonio Giovinazzi  | Jagonya Ayam with Carlin | 0      | Collision       | 7    |
| Ret                                                                                                | 11  | Álex Palou          | Fortec Motorsports       | 0      | Collision       | 14   |
| Volta mais rápida: Felix Rosenqvist, 2:12.944, 165,724 quilômetros por hora (102,976 mph) on lap 4 |     |                     |                          |        |                 |      |
| Fonte:                                                                                             |     |                     |                          |        |                 |      |

## Corrida principal

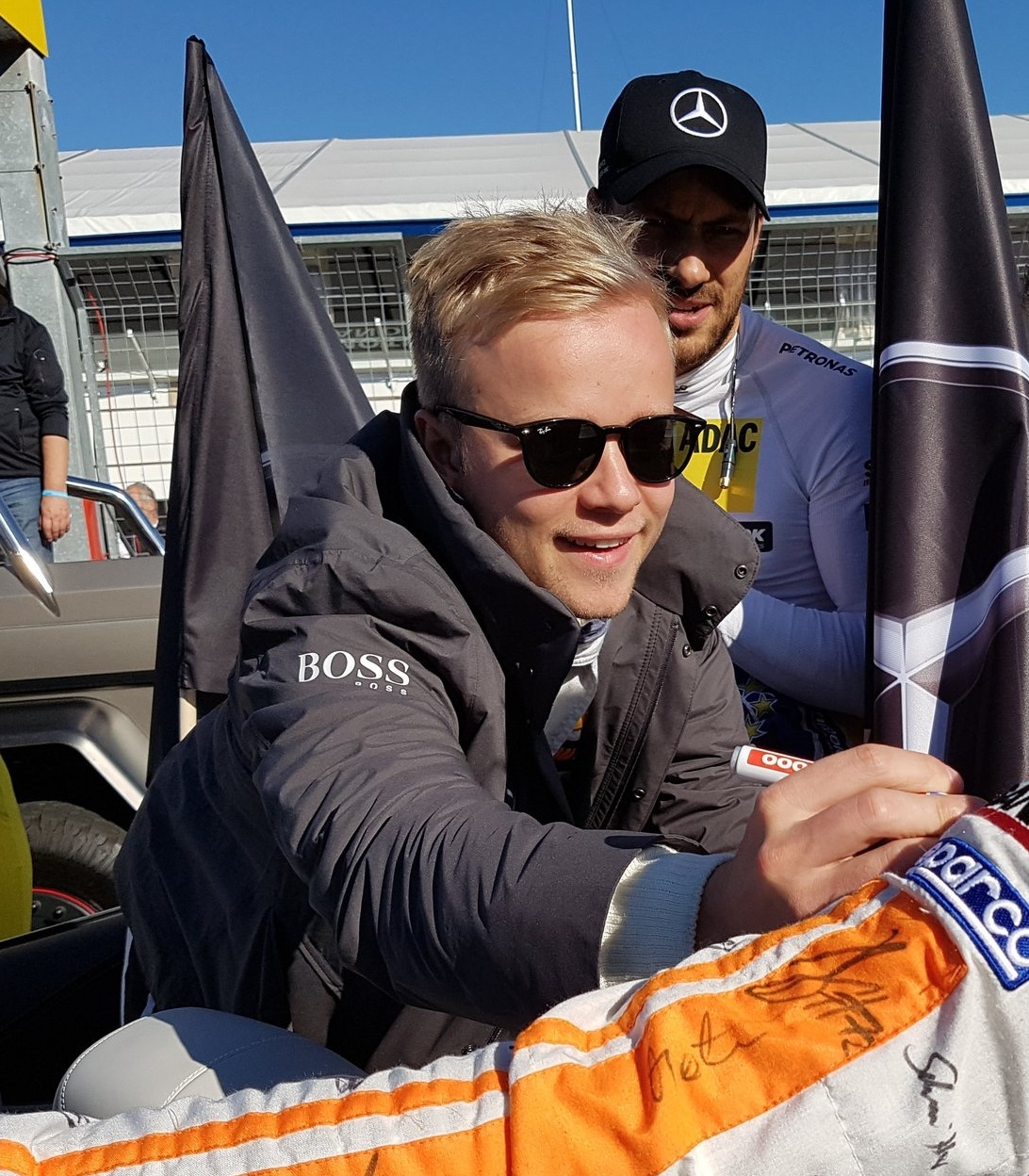
Felix Rosenqvist (foto de 2016) venceu seu primeiro Grande Prêmio de Macau na quinta tentativa e se tornou o primeiro piloto a vencer todas as três principais corridas de Fórmula 3.

O clima no início da corrida era seco e ensolarado com temperatura do ar de 27 °C (81 °F) e a temperatura da pista em 37 °C (99 °F). Após o início da prova às 15h30, horário local, em 16 de novembro, Auer assumiu a liderança na curva Lisboa pelo segundo dia consecutivo, em relação ao lento Rosenqvist, que Blomqvist e Ocon ultrapassaram, rebaixando-o para o quarto lugar. Blomqvist e Ocon estavam ao lado de Auer em ambos os lados da pista, mas Auer freou tarde demais e deixou espaço para os carros atrás passarem, indo para a área de escape. Blomqvist tomou medidas evasivas quando virou para fazer a curva, mas fez contato com o volante de Ocon no ápice da curva. A suspensão dianteira esquerda de Ocon foi danificada e ele saiu de frente na barreira da curva de São Francisco, levando Blomqvist com ele. O carro de Ocon avançou pelo circuito, mas pilotos como Rosenqvist, Auer e Cassidy passaram com segurança. Isso desencadeou uma colisão entre vários carros que começou quando King freou tarde demais e Kanamaru foi lançado no ar sobre o carro de seu companheiro de equipe. Kanamaru caiu no topo de um muro com a roda traseira direita a centímetros de atingir o capacete de Ocon.
Buller, Verstappen, Chang, Cao e Goddard também foram envolvidos no incidente. Além disso, uma das rodas dianteiras de Pommer ficou pendurada na barra de suspensão e Fuoco parecia ter sofrido danos na carroceria. Merhi trocou o pneu por um desgastado, pois sofreu um furo causado por estilhaços de fibra de carbono. Como a pista estava bloqueada com vários carros parados, a corrida foi interrompida. Vários carros foram consertados por suas equipes para permitir que seus pilotos continuassem correndo. Os carros de Ocon, Blomqvist, Cao, Goddard e Kanamaru ficaram muito danificados e foram removidos. 70 minutos depois, a corrida foi reiniciada atrás do safety car. Fuoco optou por ir para o pit lane, já que sua equipe consertou a frente do carro pouco antes da relargada. O safety car foi retirado após duas voltas e a corrida foi retomada com Rosenqvist liderando seu companheiro de equipe Auer. Auer deslizou para trás de Rosenqvist e o ultrapassou na curva de Lisboa para assumir a liderança. No entanto, Auer freou mais uma vez e correu fundo na curva, e Cassidy aproveitou para tomar seu lugar, deixando Auer em terceiro. Na mesma volta, King perdeu o sexto lugar para Coletti, Wells ultrapassou Cheng para o 15º lugar e Verstappen passou Buller.

"Pela primeira vez na minha vida estou completamente sem palavras. É fantástico. E depois deste ano que foi a minha temporada mais difícil até agora. Apenas 8º no campeonato europeu, então esta foi minha última chance e tudo terminou bem. Desta vez a sorte estava comigo e o carro era rápido. Fui assombrado pela má sorte, mas agora tudo veio bem para mim. Inacreditável. Honestamente, não me lembro do que aconteceu na corrida agora, talvez em uma ou duas horas. Gosto de circuitos de rua e este é especial. Nunca ganhei o campeonato europeu, mas ganhar os grandes (Pau, Zandvoort e Macau) é muito especial.”

Felix Rosenqvist, ao vencer seu primeiro Grande Prémio de Macau na quinta tentativa.
Logo depois, King foi outro que abandonou ao estacionar seu carro duas voltas após o reinício com um pneu furado, enquanto Serrallés dirigia lentamente até o pit lane para substituir uma asa dianteira deslocada. Mais atrás, Verstappen seguiu ultrapassando adversários, incluindo Calderón, para se colocar entre os dez primeiros. Na frente, Rosenqvist liderava Cassidy por mais de quatro segundos, enquanto Auer pressionava o último. No entanto, Auer não conseguiu tirar proveito da desvantagem de Cassidy e este último se livrou. No final, Cassidy bateu com a traseira do carro na parede, e perdeu tempo no setor final da pista. Auer avançou até a traseira de Cassidy e temporariamente assumiu a segunda posição na volta 13. Ele saiu pela terceira vez na curva Lisboa, permitindo que Cassidy voltasse para a segunda posição. Auer retomou a posição mais tarde na volta. Cassidy optou por não desafiar Auer e se concentrou novamente no fechamento de Merhi. Na volta 11, Fuoco foi retirado por sua equipe devido a problemas de freio.
Apesar dos danos no assoalho do carro e de um vazamento de óleo, o ritmo de Verstappen permitiu que ele ultrapassasse seu companheiro de equipe Menezes, depois Yamashita na curva Lisboa, e Ferrucci, com o neerlandês tendo que se contentar com o sétimo posto. Merhi não tinha velocidade em linha reta e forçou bastante na curva R para tentar se manter próximo de Cassidy, mas teve que se defender de Latifi após um erro. Na sua quinta participação em Macau, Rosenqvist alcançou a vitória, sendo a primeira de um piloto sueco no GP de Macau desdeRickard Rydell em 1992. Rosenqvist foi o primeiro piloto a vencer as três principais corridas de Fórmula 3 – o Grande Prêmio de Macau, o Grande Prêmio de Pau e o Masters de Fórmula 3. Auer terminou em segundo, 4,372 segundos depois, e Cassidy completou o pódio na sua estreia em Macau. Fora do pódio, Merhi ficou em quarto e se defendeu de um ataque no final da corrida de Latifi, que estava em quinto lugar. Coletti estava em um distante sexto lugar e fez contato com o muro da Curva Mandarin na primeira volta. Verstappen ficou logo atrás, em sétimo. O top dez foi completado por Ferrucci, Yamashita e Menezes. Imediatamente fora dos dez primeiros estava Pommer, que subiu oito posições em relação à sua posição inicial, e ficou à frente de Giovinazzi. Calderón, Buller, Gelael, Palou, Wells, Takaboshi, Chang, MacLeod e Serrallés foram os últimos colocados.

### Classificação da corrida principal
| Pos                                                                                                | No. | Piloto              | Equipe                   | Voltas | Tempo/Retired | Grid |
| -------------------------------------------------------------------------------------------------- | --- | ------------------- | ------------------------ | ------ | ------------- | ---- |
| 1                                                                                                  | 20  | Felix Rosenqvist    | Mücke Motorsport         | 15     | 1:08.46.691   | 1    |
| 2                                                                                                  | 19  | Lucas Auer          | Mücke Motorsport         | 15     | +4.372        | 2    |
| 3                                                                                                  | 27  | Nick Cassidy        | ThreeBond with T-Sport   | 15     | +8.999        | 5    |
| 4                                                                                                  | 28  | Roberto Merhi       | Double R Racing          | 15     | +9.799        | 6    |
| 5                                                                                                  | 3   | Nicholas Latifi     | Theodore Racing by Prema | 15     | +10.413       | 7    |
| 6                                                                                                  | 29  | Stefano Coletti     | EuroInternational        | 15     | +24.000       | 10   |
| 7                                                                                                  | 5   | Max Verstappen      | Van Amersfoort Racing    | 15     | +24.455       | 24   |
| 8                                                                                                  | 10  | Santino Ferrucci    | Fortec Motorsports       | 15     | +31.081       | 12   |
| 9                                                                                                  | 7   | Kenta Yamashita     | TOM'S                    | 15     | +34.334       | 14   |
| 10                                                                                                 | 8   | Gustavo Menezes     | Van Amersfoort Racing    | 15     | +35.246       | 15   |
| 11                                                                                                 | 22  | Markus Pommer       | Motopark                 | 15     | +36.576       | 19   |
| 12                                                                                                 | 15  | Antonio Giovinazzi  | Jagonya Ayam with Carlin | 15     | +37.319       | 27   |
| 13                                                                                                 | 21  | Tatiana Calderón    | Mücke Motorsport         | 15     | +41.930       | 16   |
| 14                                                                                                 | 31  | William Buller      | Signature                | 15     | +43.986       | 23   |
| 15                                                                                                 | 16  | Sean Gelael         | Jagonya Ayam with Carlin | 15     | +44.972       | 25   |
| 16                                                                                                 | 11  | Álex Palou          | Fortec Motorsports       | 15     | +48.063       | 28   |
| 17                                                                                                 | 30  | Dan Wells           | Toda Racing              | 15     | +52.724       | 22   |
| 18                                                                                                 | 12  | Mitsunori Takaboshi | B-Max Engineering        | 15     | +57.034       | 20   |
| 19                                                                                                 | 25  | Wing Chung Chang    | Team West-Tec F3         | 15     | +1:08.334     | 21   |
| 20                                                                                                 | 8   | Sam MacLeod         | TOM'S                    | 15     | +1:49.990     | 26   |
| 21                                                                                                 | 23  | Félix Serrallés     | Team West-Tec F3         | 15     | +2:14.441     | 9    |
| Ret                                                                                                | 2   | Antonio Fuoco       | Theodore Racing by Prema | 11     | Brakes        | 11   |
| Ret                                                                                                | 17  | Jordan King         | GR Asia with Carlin      | 4      | Puncture      | 8    |
| Ret                                                                                                | 14  | Tom Blomqvist       | Jagonya Ayam with Carlin | 0      | Collision     | 3    |
| Ret                                                                                                | 1   | Esteban Ocon        | Theodore Racing by Prema | 0      | Collision     | 4    |
| Ret                                                                                                | 9   | Martin Cao          | Fortec Motorsports       | 0      | Collision     | 17   |
| Ret                                                                                                | 18  | Yu Kanamaru         | Carlin                   | 0      | Collision     | 13   |
| Ret                                                                                                | 26  | Spike Goddard       | ThreeBond with T-Sport   | 0      | Collision     | 18   |
| Volta mais rápida: Max Verstappen, 2:11.748, 167,228 quilômetros por hora (103,911 mph), on lap 13 |     |                     |                          |        |               |      |
| Fonte:                                                                                             |     |                     |                          |        |               |      |

## Links externos
- Sítio oficial